# Achille Foville
Achille Foville (25 mars 1831 à Rouen - 15 décembre 1887 à Paris) est un neurologue et psychiatre français.

## Biographie
Foville devient docteur en médecine en 1857. Comme son père Achille-Louis Foville, il est un éminent psychiatre. En outre, Foville est un organisateur de premier plan. Il est médecin en chef de Maréville. Après avoir été médecin-chef de l'asile de Quatre-Mares à Rouen de 1872 à 1880, il est nommé inspecteur général des Établissements de bienfaisance et des asiles d'aliénés et, en 1882, secrétaire général du Conseil de l'Ordre des médecins.
Ses obsèques sont célébrées dans l'église Saint-Thomas-d'Aquin de Paris et il est inhumé au cimetière du Père-Lachaise.

## Distinctions
- Chevalier de la Légion d'honneur

## Publications
- Étude clinique du délire des grandeursPrix Civrieux en 1869.
- Les Aliénés, Paris, J.-B. Baillière, 1870
- Les Aliénés aux États-Unis, Paris, J.-B. Baillière, 1873
- La Législation relative aux aliénés en Angleterre et en Écosse, Paris, J.-B. Baillière, 1883